# 弗兰恰科尔塔

弗朗恰科塔地图

45°37′12″N 10°01′12″E / 45.6200°N 10.0200°E
弗兰恰科尔塔（義大利語：Franciacorta，發音：[frantʃaˈkorta] ⓘ）是意大利伦巴第大区布雷西亞省的一个历史地区，人口约16万。其以同名葡萄酒而闻名。